# Sceau-Saint-Angel
Sceau-Saint-Angel là một xã ở tỉnh Dordogne thuộc vùng Aquitaine của Pháp. Xã này có diện tích kilômét vuông, dân số năm 2004 là người. Xã nằm ở khu vực có độ cao trung bình 220 m trên mực nước biển.

## Hành chính
| Danh sách các xã trưởng                |             |                |                  |         |
| Giai đoạn                              | Giai đoạn   | Tên            | Đảng             | Tư cách |
| tháng 3 năm 2001                       | đương nhiệm | Michel Combeau | không chính thức | hưu trí |
| Tất cả các dữ liệu trước đây không rõ. |             |                |                  |         |

## Thông tin nhân khẩu
| Năm | 1962 | 1968 | 1975 | 1982 | 1990 | 1999 |
| --- | ---- | ---- | ---- | ---- | ---- | ---- |
| Dân số | 191  | 192  | 149  | 129  | 122  | 117  |
| From the year 1962 on: No double counting—residents of multiple communes (e.g. students and military personnel) are counted only once. |      |      |      |      |      |      |